# Sjunkhatten-Nationalpark
Der Sjunkhatten-Nationalpark (norwegisch Sjunkhatten nasjonalpark, samisch Dávga suoddjimpárkka) ist ein norwegischer Nationalpark. Er gehört zu den Gemeinden Bodø, Fauske und Sørfold in der Provinz Nordland. Der Park umfasst eine Fläche von 418 km² und wurde am 5. Februar 2010 gegründet, um dieses große, nahezu unberührte Gebiet mit seinen Ökosystemen und Landschaften zu erhalten und zu schützen.

## Geographie, Landschaft und Geologie
Die Landschaft ist durch die Erosion von Gletschern geprägt, so entstand das heutige Landschaftsbild mit scharfen Spitzen, abgerundeten Bergen, Tälern und Moränen. Zudem gibt es im Park viele Flüsse und Seen. In den Bergen im Sjunkhatten gibt es ungewöhnlich viele Grotten.

## Flora und Fauna
Im Park gibt es einige seltene Tier- und Pflanzenarten, von denen 18 auch auf der Roten Liste stehen.

## Nutzung
Der Park dient vielen Bauern als Weidefläche für ihre Tiere. So weiden im Park große Schaf- und Rentierherden.